# Campeonato Mundial de Pentatlón Moderno de 2013
El LIII Campeonato Mundial de Pentatlón Moderno se celebró en Kaohsiung (Taiwán —China Taipéi como se le denomina en eventos deportivos—) entre el 21 y el 27 de agosto de 2013 bajo la organización de la Unión Internacional de Pentatlón Moderno (UIPM) y la Federación de Pentatlón Moderno de China Taipéi.
Las competiciones se realizaron en las instalaciones del Estadio Fengshan de la ciudad taiwanesa.

## Concurso masculino

### Individual
| Puesto | Atleta              | País        | ESG | NAT  | HÍP  | COM  | Total |
| ------ | ------------------- | ----------- | --- | ---- | ---- | ---- | ----- |
| Oro    | Justinas Kinderis   | Lituania    | 952 | 1288 | 1200 | 2384 | 5824  |
| Plata  | Nicholas Woodbridge | Reino Unido | 904 | 1356 | 1160 | 2384 | 5804  |
| Bronce | Alexandr Lesun      | Rusia       | 976 | 1280 | 1200 | 2332 | 5788  |

### Equipos
| Puesto | País          | ESG  | NAT  | HÍP  | COM  | Total  |
| ------ | ------------- | ---- | ---- | ---- | ---- | ------ |
| Oro    | Francia       | 2640 | 3880 | 3400 | 7336 | 17.256 |
| Plata  | Rusia         | 2736 | 3840 | 3440 | 7072 | 17.088 |
| Bronce | Corea del Sur | 2376 | 3936 | 3520 | 6788 | 16.620 |

### Relevos
| Puesto | Atletas                                  | País    | ESG | NAT  | HÍP  | COM  | Total |
| ------ | ---------------------------------------- | ------- | --- | ---- | ---- | ---- | ----- |
| Oro    | Ádám Marosi Róbert Kasza Bence Demeter   | Hungría | 940 | 1336 | 1012 | 2860 | 6148  |
| Plata  | Guo Jianli Chen Fulao Cai Zhaohong       | China   | 920 | 1352 | 990  | 2856 | 6118  |
| Bronce | Alexandr Lesun Ilia Frolov Dmitri Lukash | Rusia   | 980 | 1284 | 1066 | 2764 | 6094  |

## Concurso femenino

### Individual
| Puesto | Atleta             | País     | ESG | NAT  | HÍP  | COM  | Total |
| ------ | ------------------ | -------- | --- | ---- | ---- | ---- | ----- |
| Oro    | Laura Asadauskaitė | Lituania | 856 | 1116 | 1120 | 2220 | 5312  |
| Plata  | Yane Marques       | Brasil   | 880 | 1180 | 1160 | 2072 | 5292  |
| Bronce | Donata Rimšaitė    | Rusia    | 952 | 1112 | 1080 | 2140 | 5284  |

### Equipos
| Puesto | País        | ESG  | NAT  | HÍP  | COM  | Total  |
| ------ | ----------- | ---- | ---- | ---- | ---- | ------ |
| Oro    | Reino Unido | 2688 | 3480 | 3320 | 5880 | 15.368 |
| Plata  | China       | 2496 | 3316 | 3520 | 5904 | 15.236 |
| Bronce | Ucrania     | 2472 | 3484 | 3308 | 5756 | 15.020 |

### Relevos
| Puesto | Atletas                                                | País    | ESG | NAT  | HÍP  | COM  | Total |
| ------ | ------------------------------------------------------ | ------- | --- | ---- | ---- | ---- | ----- |
| Oro    | Viktoriya Tereshchuk Iryna Jojlova Ganna Buriak        | Ucrania | 928 | 1124 | 1200 | 2280 | 5532  |
| Plata  | Zsófia Földházi Leila Gyenesei Sarolta Kovács          | Hungría | 856 | 1144 | 1040 | 2344 | 5384  |
| Bronce | Donata Rimšaitė Liudmila Kukushkina Alise Fajrutdinova | Rusia   | 904 | 1092 | 1080 | 2292 | 5368  |

## Relevo mixto
| Puesto | Atletas                            | País    | ESG  | NAT  | HÍP  | COM  | Total |
| ------ | ---------------------------------- | ------- | ---- | ---- | ---- | ---- | ----- |
| Oro    | Élodie Clouvel Valentin Belaud     | Francia | 904  | 1400 | 1200 | 2348 | 5852  |
| Plata  | Jeļena Rubļevska Deniss Čerkovskis | Letonia | 1072 | 1304 | 1200 | 2248 | 5824  |
| Bronce | Iryna Jojlova Pavlo Tymoshchenko   | Ucrania | 928  | 1336 | 1160 | 2392 | 5816  |

## Medallero
| Núm. | País          | Oro | Plata | Bronce | Total |
| ---- | ------------- | --- | ----- | ------ | ----- |
| 1    | Francia       | 2   | 0     | 0      | 2     |
| 1    | Lituania      | 2   | 0     | 0      | 2     |
| 3    | Hungría       | 1   | 1     | 0      | 2     |
| 3    | Reino Unido   | 1   | 1     | 0      | 2     |
| 5    | Ucrania       | 1   | 0     | 2      | 3     |
| 6    | China         | 0   | 2     | 0      | 2     |
| 7    | Rusia         | 0   | 1     | 4      | 5     |
| 8    | Brasil        | 0   | 1     | 0      | 1     |
| 8    | Letonia       | 0   | 1     | 0      | 1     |
| 10   | Corea del Sur | 0   | 0     | 1      | 1     |
|      | TOTAL         | 7   | 7     | 7      | 21    |